# Rob Riemen
Rob Riemen (Nederland, 18 februari 1962) is een Nederlands schrijver en cultuurfilosoof. Hij is directeur van het Nexus Instituut.

## Achtergrond
Riemen groeide op in eenvoudig katholiek arbeidersgezin. Zijn vader was vakbondsbestuurder en zijn moeder werkte eveneens bij een vakbond. Riemen studeerde theologie en filosofie aan de Katholieke Universiteit Brabant waar hij in 1992 afstudeerde. In hetzelfde jaar overleden zijn broer en zijn eerste echtgenote. Vervolgens kwam hij in contact met uitgever en boekhandelaar Johan Polak, die hem steunde bij het opzetten van het tijdschrift Nexus. Na de dood van Polak richtte Riemen in 1994 het Nexus Instituut op.

## Publicaties en discussies
Zijn boek Adel van de geest (2009), een pleidooi voor de klassieke humanistische waarden, zoals in waarheid leven, schoonheid scheppen, gerechtigheid laten geschieden en wijsheid verwerven. Het verscheen eerder in het Spaans, Engels, Frans en Roemeens en is ook in het Duits en Italiaans vertaald.
In 2010 publiceerde Riemen De eeuwige terugkeer van het fascisme, waarin hij fascisme definieert als "de politisering van de geestesgesteldheid van de rancuneuze massamens". Riemens bespreekt uitspraken van de Partij voor de Vrijheid (PVV) in het licht van het historische fascisme en meent dat de PVV gebruik maakt van een geestelijk vacuüm door achteruitgang van op profijt gericht onderwijs, commerciële cultuur, gebrek aan principes in de politiek. Hij betoogt dat de opkomst van Geert Wilders cum suis begrepen moet worden als "het gevolg van politieke partijen die hun eigen gedachtegoed verloochenen, intellectuelen die een gemakzuchtig nihilisme cultiveren, universiteiten die deze naam niet waardig zijn, de geldzucht van de zakenwereld en de massamedia die liever de buikspreker van dan een kritische spiegel voor het volk zijn". Dit leverde hem kritiek op van oud VVD-leider Frits Bolkestein.
In november 2010 ontstond discussie over een door Riemen onder meer in NRC Handelsblad beargumenteerde stelling dat Wilders een fascist genoemd moet worden. In het tv-programma Nieuwsuur bestreed Arend Jan Boekestijn in debat met Riemen diens stelling.
In augustus 2011 noemde Riemen de PVV een fascistische partij, nadat de Brabantse PVV-fractie een oproep had gedaan om de subsidie aan het Nexus-instituut per direct stop te zetten. Hij had in een interview met NRC Handelsblad in 2009 al uitgebreid uitgelegd, waarom in zijn ogen Wilders en de PVV vergelijkbaar zijn met Mussolini en Hitler en hun niet-democratische bewegingen en hoe "de provocaties van Wilders" te vergelijken zijn met de propagandastrategieën van Goebbels.